# Liste des stations du métro de Bruxelles
Pour un article plus général, voir Métro de Bruxelles.

Plan du métro de Bruxelles.

Liste des 59 stations du métro de Bruxelles en Belgique.
- Haut – A
- B
- C
- D
- E
- F
- G
- H
- I
- J
- K
- L
- M
- N
- O
- P
- Q
- R
- S
- T
- U
- V
- W
- X
- Y
- Z

## A
- Alma
- Arts-Loi/Kunst-Wet
- Aumale

## B
- Beaulieu
- Beekkant
- Belgica
- Bizet
- Bockstael
- Botanique/Kruidtuin

## C
- CERIA/COOVI
- Clemenceau
- Comte de Flandre/Graaf van Vlaanderen
- Crainhem/Kraainem

## D
- De Brouckère
- Delta
- Demey
- Delacroix

## E
- Eddy Merckx
- Étangs Noirs/Zwarte Vijvers
- Erasme/Erasmus
- Elisabeth

## G
- Gare Centrale/Centraal Station
- Gare du Midi/Zuidstation
- Gare de l'Ouest/Weststation
- Gribaumont

## H
- Hankar
- Herrmann-Debroux
- Heysel/Heizel
- Hôtel des Monnaies/Munthof
- Houba-Brugmann

## J
- Jacques Brel
- Joséphine-Charlotte

## L
- La Roue/Het Rad
- Louise/Louiza

## M
- Madou
- Maelbeek/Maalbeek
- Merode
- Montgomery

## O
- Osseghem/Ossegem

## P
- Pannenhuis
- Parc/Park
- Pétillon
- Porte de Hal/Hallepoort
- Porte de Namur/Naamsepoort

## R
- Ribaucourt
- Rogier
- Roi Baudouin/Koning Boudewijn
- Roodebeek

## S
- Saint-Guidon/Sint-Guido
- Sainte-Catherine/Sint-Katelijne
- Schuman
- Simonis
- Stockel/Stokkel
- Stuyvenbergh

## T
- Thieffry
- Tomberg
- Trône/Troon

## V
- Vandervelde
- Veeweyde/Veeweide

## Y
- Yser/IJzer